# Östersund/Brunflo IF
Östersund/Brunflo IF, var en ishockeyklubb från Östersund. Klubben bildades 2006 som ett samarbete mellan Jämtland HF:s (tidigare Östersunds IK) och Brunflo IK:s A-lag. 2011 återgick lagen till att spela var för sig under namnen Östersunds IK och Brunflo IK.

## Säsonger
| Säsong    | Division    | Plats | Vårserie             | Kval/Playoff                                       |
| --------- | ----------- | ----- | -------------------- | -------------------------------------------------- |
| 2006/2007 | Division 1B | 1     | 3:a i Allettan Norra |                                                    |
| 2007/2008 | Division 1B | 2     | 2:a i Allettan Norra | Playoff: Vinner mot Clemensnäs, utslagna av Väsby. |
| 2008/2009 | Division 1B | 1     | 3:a i Allettan Norra |                                                    |
| 2009/2010 | Division 1B | 1     | 5:a i Allettan Norra |                                                    |
| 2010/2011 | Division 1B | 2     | 7:a i Allettan Norra |                                                    |